# Automobiles Vinet
Automobiles Vinet est un constructeur automobile français.

## Production
L’entreprise basée à Neuilly-sur-Seine a commencé à produire des automobiles en 1899. Le nom de la marque était Vinet. L’usine était située au 61 rue de Villiers. Aujourd’hui, c’est là que se trouve le Crystal Park. Gaston Vinet (né en 1870) est un inventeur et entrepreneur qui a fondé la Maison G. Vinet à Courbevoie en 1896 pour la production de carrosseries automobiles.
En 1905, il invente une roue à jante amovible. Le brevet a été acquis par Michelin et utilisé par Renault lors du Grand Prix de France de 1906.
À partir de 1904, Vinet s’occupe également des avions.  Dans ses conceptions, le pilote était assis sous les ailes, ce qui contribuait à un centre de gravité bas et donc à un comportement de vol stable. La première automobile était une petite voiture. L’entraînement était assuré par un moteur intégré de De Dion-Bouton d’une puissance de 3,5 HP. Le moteur monocylindre avait une cylindrée de 402 cm3. L’alésage était de 80 mm et la course était également de 80 mm. La puissance du moteur était transmise à l’essieu arrière au moyen de courroies. Le véhicule avait un châssis tubulaire. Le véhicule pesait 230 kg, avait une boîte de vitesses à trois vitesses et a été vendu pour la première fois en décembre 1899. Les vitesses réalisables dans les vitesses étaient les suivantes : 1re vitesse 14 km/h, 2e vitesse 30 km/h, 3e vitesse 40 km/h.